# Harald Seiffer
Harald Seiffer (* 3. März 1955) ist ein ehemaliger deutscher Fußballspieler.

## Karriere
Harald Seiffer war Fußballspieler bei den Amateuren der Stuttgarter Kickers. Für die erste Mannschaft der Stuttgarter Kickers absolvierte er ein Spiel in der Regionalliga Süd und zwei in der 2. Bundesliga.